# Contea di Buyeo
La contea di Buyeo (Buyeo-gun; 부여군; 扶餘郡) è una delle suddivisioni della provincia sudcoreana del Sud Chungcheong.